# علي بن مرشد المرشد
علي بن مرشد بن محمد المرشد وزير سعودي، عمل رئيسًا عامًا لتعليم البنات. شهد التعليم خلال فترة توليه التعليم من عام 1993 إلى 2002، أحدث الدكتور علي تحوّلات جذرية في منظومة التعليم السعودية، مسطِّراً إنجازات مهمة على صعيد توسيع نطاق التعليم وتحسين جودته في المملكة العربية السعودية وايضا ، من أبرز محاور جهود الدكتور علي بن مرشد المرشد كان التركيز على توفير فرص تعليمية متكافئة في جميع أنحاء المملكة، بما في ذلك المناطق النائية والقرى البعيدة. حيث عمل على إنشاء المزيد من المدارس في هذه المناطق كما أولى اهتماماً خاصاً بتعليم المرأة، مُتبنّياً سياسات داعمة لزيادة معدلات التحاق الفتيات بالمدارس والجامعات ، شهد قطاع التعليم في السعودية تطوراً واسعاً خلال فترة توليّ الدكتور علي المرشد مسؤولية وزارة التعليم. وبفضل هذه الجهود الرائدة.
وفي عهد الدكتور علي المرشد وقعت حادثة حريق مدرسة البنات في مكة 2002 في مكة المكرمة ما تسبب في وفاة 15 فتاة سعودية في المدرسة وإصابة آخرين. في 10 محرم 1423 هـ أمر الملك فهد بن عبد العزيز بإحالة الرئيس العام لتعليم البنات الدكتور علي بن مرشد المرشد على التقاعد، ودمج الرئاسة العامة لتعليم البنات بوزارة المعارف.

## مؤلفاته

### الكتابية
- تعليم الفتاة بين التفرد و المحاكاة.
- دراسة وتحقيق في كتاب الأشربة لأحمد بن حنبل
- دور المدرسة في تربية النشء و بناء المجتمع.
- الحرابة في الإسلام وأثر عقوبتها في حفظ الأمن ومكافحة الإرهاب والإفساد في الأرض.
- الخليفة العادل عمر بن الخطاب امير المؤمنين لابن الجوزي: تحقيق الكتاب.
- المملكة العربية السعودية وأسباب القوة: شرعية دعوة حضارة.
- كتاب الدعاء و اثره في حياة المسلم.
- المختار من اذكار اليوم و الليلة.

### المقالات
- تعليم البنات في المملكة: تجربة متميزة لتعليم المرأة على أسس سليمة: مجلة البنات الشهرية، نشر في صفر 1421 هـ، مايو 2000.
- نهضة تعليم البنات في عهد خادم الحرمين الشريفين: مجلة البلد الامين، نشر في شعبان 1422 هـ، أكتوبر / نوفمبر 2001.
- المعلمة دعامة اساسية للعملية التربوية: مجلة البنات الشهرية، نشر في ربيع الأول / ربيع الثاني 1421 هـ، يونيو / يوليو 2000.
- النظام التعليمي في المملكة يحقق التفاعل الواعي مع التطورات الحضارية: المجلة العربية، مجلة شهرية ثقافية، نشر في ذو القعدة 1422 هـ، فبراير 2002.
- المردود المادي لعمل المرأة داخل المنزل يفوق بأضعاف قيمة مردود عملها خارج المنزل: مجلة عالم الاقتصاد الشهرية، نشر في رمضان 1421 هـ، ديسمبر 2000.
- فعالية عمل المرأة في الرئاسة العامة لتعليم البنات: مجلة عالم الاقتصاد الشهرية. نشر في رمضان 1421 هـ، ديسمبر 2000.
- مسيرة مكتبة الملك عبد العزيز العامة وعشر سنوات في خدمة الثقافة والعلم: مجلة أحوال المعرفة نشرة فصلية ثقافية جامعة. نشر في ربيع الآخر 1419 هـ، أغسطس 1998.[4]